# 480 (numero)
Quattrocentottanta (480) è il numero naturale dopo il 479 e prima del 481.

## Proprietà matematiche
- È un numero pari.
- È un numero composto con i seguenti divisori: 1, 2, 3, 4, 5, 6, 8, 10, 12, 15, 16, 20, 24, 30, 32, 40, 48, 60, 80, 96, 120, 160, 240. Poiché la somma dei suoi divisori è 1032 > 480, è un numero abbondante.
- È un numero altamente totiente.
- È un numero di Harshad (in base 10), cioè è divisibile per la somma delle sue cifre.
- È un numero pratico.
- È un numero rifattorizzabile in quanto divisibile per il numero dei propri divisori.
- È un numero congruente.
- È parte delle terne pitagoriche (31, 480, 481), (88, 480, 488), (108, 480, 492), (140, 480, 500), (200, 480, 520), (234, 480, 534), (256, 480, 544), (288, 384, 480), (322, 480, 578), (360, 480, 600), (476, 480, 676), (480, 504, 696), (480, 550, 730), (480, 640, 800), (480, 693, 843), (480, 728, 872), (480, 836, 964), (480, 900, 1020), (480, 1102, 1202), (480, 1152, 1248), (480, 1235, 1325), (480, 1400, 1480), (480, 1564, 1636), (480, 1768, 1832), (480, 1890, 1950), (480, 2279, 2329), (480, 2376, 2424), (480, 2860, 2900), (480, 3182, 3218), (480, 3584, 3616), (480, 3825, 3855), (480, 4788, 4812), (480, 5750, 5770), (480, 6391, 6409), (480, 7192, 7208), (480, 9594, 9606), (480, 11515, 11525), (480, 14396, 14404), (480, 19197, 19203), (480, 28798, 28802), (480, 57599, 57601).

## Astronomia
- 480 Hansa è un asteroide della fascia principale del sistema solare.
- NGC 480 è una galassia della costellazione della Balena.

## Astronautica
- Cosmos 480 è un satellite artificiale russo.